# Cyperus fastigiatus
Cyperus fastigiatus är en halvgräsart som beskrevs av Christen Friis Rottbøll. Cyperus fastigiatus ingår i släktet papyrusar, och familjen halvgräs. Inga underarter finns listade i Catalogue of Life.